# إشتفان ديميتر
إشتفان ديميتر (بالمجرية: Demeter István)‏ هو مصارع رياضي مجري، ولد في 7 يناير 1972.

## وصلات خارجية
- إشتفان ديميتر على موقع قاعدة بيانات المصارعة الدولية (الإنجليزية)
- إشتفان ديميتر على موقع أوليمبيديا (الإنجليزية)
- إشتفان ديميتر على موقع اللجنة الأولمبية المجرية (الهنغارية)